# Lundby Bio
Lundby Bio var en biograf på Jägaregatan 6 i Göteborg, som öppnade 5 november 1932 och stängde 27 mars 1960.